# Juigalpa
Juigalpa est la capitale du département de Chontales au Nicaragua. Elle se situe à environ 140 km à l'est de Managua sur la Carretera Rama, dans la région centrale du Nicaragua.

## Histoire
Juigalpa obtint le statut de ville le 27 janvier 1879. Le son de Juigalpa signifie "Terre abondante en jicaro" et "Lieu d'origine de l'escargot noir" en langue Nahuatl. La ville servait de lieu de rencontre pour les fermiers et les mineurs de la région.